# Dirk-Siert Schoonman
Dirk-Siert Schoonman (Brummen, 22 november 1967) is een Nederlandse boer, bestuurder en politicus. Hij is lid van de VVD. Sinds 25 augustus 2020 is hij dijkgraaf van het waterschap Drents Overijsselse Delta.

## Biografie

### Maatschappelijk-bestuurlijke loopbaan
Schoonman studeerde van 1987 tot 1991 agrarische bedrijfskunde aan de Christelijke Agrarische Hogeschool Dronten. Van 1992 tot 2013 was hij veehouder en sinds 2014 is hij akkerbouwer.
Schoonman vervult daarnaast diverse nevenfuncties. Van 2012 tot 2015 was hij lid van het algemeen bestuur van LTO Noord. Hij is sinds 2014 lid van de raad van commissarissen van de Rabobank Apeldoorn en omgeving en sinds 2016 lid van het dagelijks bestuur van de Unie van Waterschappen.

### Politieke-bestuurlijke loopbaan
Schoonman was in 2015 en 2019 namens de categorie ongebouwd (Landbouw) lid van het algemeen bestuur van het waterschap Vallei en Veluwe. Van 2015 tot 2010 was hij heemraad (het dagelijk bestuur) van Vallei en Veluwe.
Schoonman had van 2015 tot 2019 in zijn portefeuille Watersysteem voor het landelijk gebied met aandacht voor verdrogingsbestrijding, Apeldoorns Kanaal, Natura 2000, KRW, Gebiedscommissies en ondergrond, Unie van Waterschappen: Commissie Watersysteem (CWS) en was hij de tweede loco-dijkgraaf. Van 2019 tot 2020 had hij in zijn portefeuille Watersysteem landelijk gebied, Speerpunt: Kwaliteit leefomgeving inclusief biodiversiteit, Unie van Waterschappen: lid dagelijks bestuur, voorzitter Commissie Watersysteem (CWS) en was hij de derde loco-dijkgraaf.
Schoonman is sinds 25 augustus 2020 dijkgraaf van het waterschap Drents Overijsselse Delta en heeft hij in zijn portefeuille Wettelijke taken, Watervisie (coördinatie kaderstellend), Bestuurlijke vernieuwing, Personeel en organisatie, ICT, Waterbeheerprogramma en Omgevingswet en vertegenwoordigt hij het waterschap als lid Bestuurlijk Kernteam Deltacommissie (BKT), lid Bestuurlijk Platform IJsselmeergebied, lid digitaliseringberaad, lid Oostelijk Dijkgraven Overleg en lid Veiligheidsregio Drenthe/IJsselland.